# Kleonik
Kleonik – imię męskie pochodzenia greckiego, wywodzące się od słowa κλεος (kleos) – "sława, chwała". Patronem tego imienia jest św. Kleonik, wspominany razem ze św. Eutropiuszem i św. Bazyliszkiem.
Kleonik imieniny obchodzi 3 marca.
Żeński odpowiednik: Kleonika